# Odette de Champdivers
Odette de Champdivers (c. 1390 – c. 1425), também conhecida como Oudine ou Odinette, foi a concubina de Carlos VI de França, o Louco. Ela era conhecida como "la petite reine" ("a pequena rainha") por Carlos e contemporâneos. 

## Biografia
Acredita-se que ela seja filha de Oudin de Champdivers, que estava na corte dele. O escritor francês Honoré de Balzac escreveu uma novela histórica inspirada por sua vida, chamada Odette de Champdivers. 
Ela apenas teve uma filha ilegítima com o rei, chamada Margarida de Valois (1407 - 25 de janeiro de 1458), mais tarde legitimada por seu meio-irmão Carlos VIII de França, em janeiro de 1428. Ele lhe deu um amplo dote usado para contrair casamento com Jean III de Harpedanne, Senhor de Belleville na data de 3 de maio de 1428 em Poitou, com quem Margarida teve dois filhos: Luís Harpedanne e Gilles Harpedanne.